# Згорње Битње
Згорње Битње (словен. Zgornje Bitnje) је насељено место у општини Крањ, Горењска регија, Словенија.

## Историја
До територијалне реорганизације у Словенији било је у саставу старе општине Крањ.

## Становништво
У попису становништва из 2011. године, Згорње Битње је имало 1.480 становника.
| Број становника према пописима | Број становника према пописима | Број становника према пописима |
| ------------------------------ | ------------------------------ | ------------------------------ |
| 1991                           | 2002                           | 2011                           |
| 1.107                          | 1.228                          | 1.480                          |